# Circuit Het Nieuwsblad féminin 2023
Pour la course masculine, voir Circuit Het Nieuwsblad 2023.
La 18e édition du Circuit Het Nieuwsblad féminin a eu lieu le 25 février 2023. C'est la quatrième épreuve de l'UCI World Tour féminin, c'est la première fois que la course fait partie de cette compétition. C'est également la première épreuve internationale disputée en Europe pour les féminines et est considérée comme le début de la saison des classiques. Elle est remportée par la Belge Lotte Kopecky.

## Présentation

### Équipes
| UCI Women's WorldTeams (15)- Canyon-SRAM Racing - Team DSM - EF Education-TIBCO-SVB - FDJ-Suez - Fenix-Deceuninck - Human Powered Health - Israel-Premier Tech Roland - Team Jumbo-Visma - Liv Racing TeqFind - Movistar Team - Team Jayco AlUla - SD Worx - Trek-Segafredo - UAE Team ADQ - Uno-X Pro Cycling Team Équipes féminines continentales (8)- AG Insurance - Soudal Quick-Step Team - Ceratizit-WNT Pro Cycling - Cofidis - Duolar-Chevalmeire - Lifeplus Wahoo - Lotto Dstny Ladies - Parkhotel Valkenburg - Proximus-Alphamotorhomes-Doltcini CT |
| |

### Parcours
Le départ fictif est donné depuis Gand et celui officiel à Merelbeke. L'arrivée se trouve à Ninove.
Huit monts sont au programme de cette édition, dont certains recouverts de pavés :
| Mont | Nom             | Km    | Revêtement | Longueur (m) | Pente moyenne | Pente maxi | Km de l'arrivée |
| ---- | --------------- | ----- | ---------- | ------------ | ------------- | ---------- | --------------- |
| 1    | Edelareberg     | 73,8  | asphalte   | 1525         | 4,2 %         | 7 %        | 58,4            |
| 2    | Wolvenberg      | 78,6  | asphalte   | 645          | 7,9 %         | 17,3 %     | 53,6            |
| 3    | Molenberg       | 91,0  | pavé       | 463          | 7 %           | 14,2 %     | 41,2            |
| 4    | Leberg          | 98,5  | asphalte   | 950          | 4,2 %         | 13,8 %     | 33,7            |
| 5    | Berendries      | 102,6 | asphalte   | 940          | 7 %           | 12,3 %     | 29,6            |
| 6    | Elverenberg     | 105,0 | asphalte   | 1 268        | 3,6 %         | 9 %        | 27,2            |
| 7    | Mur de Grammont | 116,5 | pavés      | 475          | 9,3 %         | 19,8 %     | 15,7            |
| 8    | Bosberg         | 120,4 | pavés      | 980          | 5,8 %         | 11 %       | 11,8            |

En plus des traditionnels monts, il y a cinq secteurs pavés :
| Secteur | Nom              | Km   | Longueur (m) | Km de l'arrivée |
| ------- | ---------------- | ---- | ------------ | --------------- |
| 1       | Lange Munte (nl) | 27,8 | 2 500        | 104,4           |
| 2       | Holleweg         | 76,0 | 650          | 56,2            |
| 3       | Kerkgate         | 82,1 | 1400         | 50,0            |
| 4       | Jagerij          | 84,8 | 800          | 47,4            |
| 5       | Haaghoek (nl)    | 95,5 | 2 000        | 36,7            |

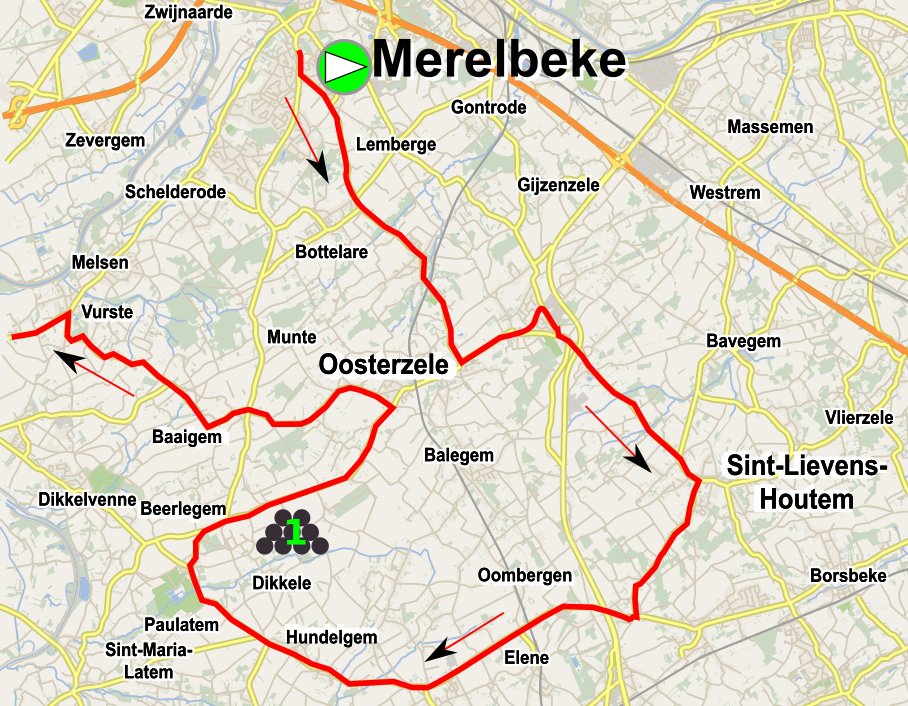
Partie nord de la course
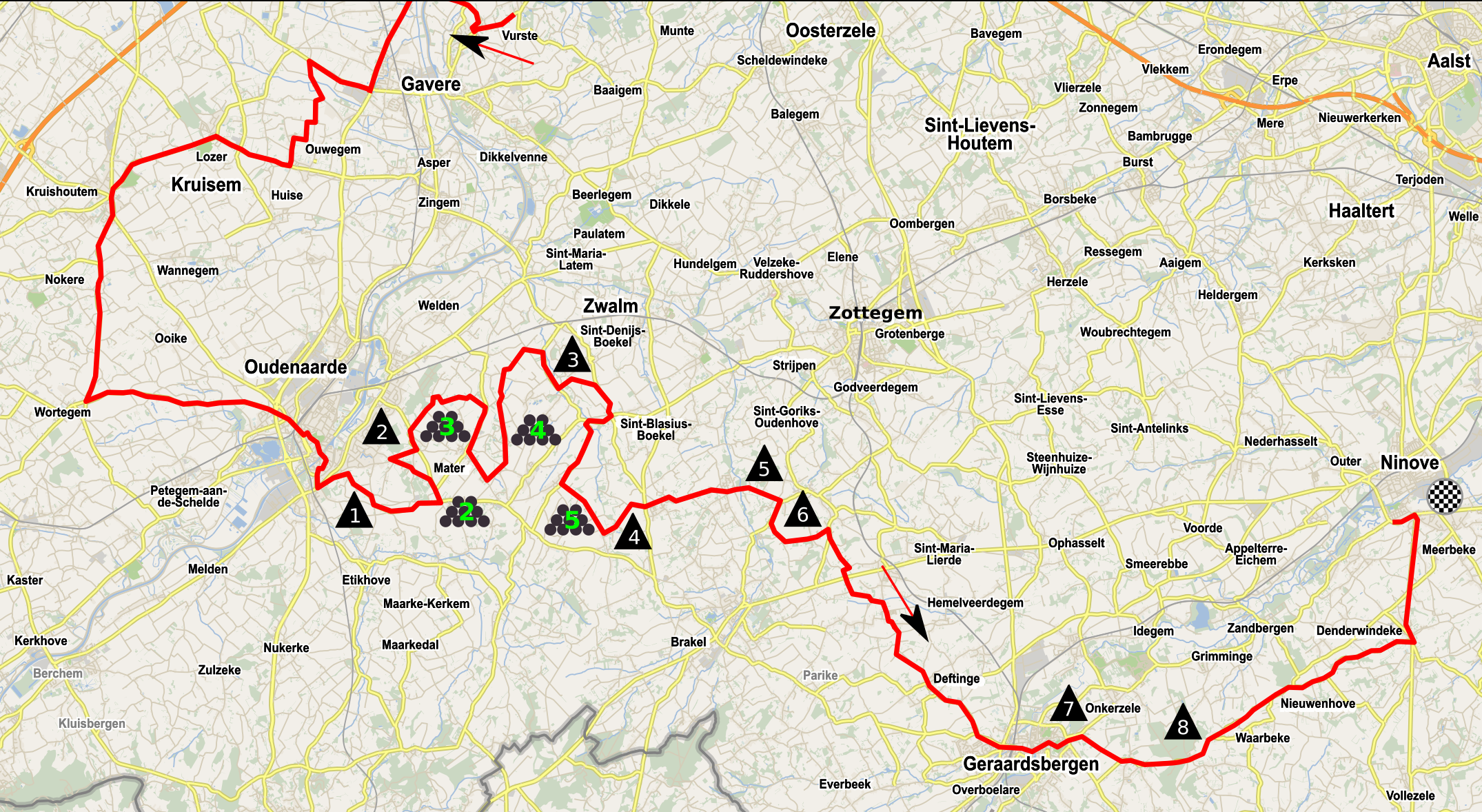
Partie sud de la course

## Favorites
La vainqueur sortante, Annemiek van Vleuten, fait de nouveau figure de favorite. La formation SD Worx avec Lotte Kopecky et Lorena Wiebes est bien armée, même si la première n'a pas encore couru en 2023. Elisa Longo Borghini qui vient de remporter l'UAE Tour et Elisa Balsamo, toutes deux chez Trek-Segafredo, qui vient de gagner deux étapes à la Setmana Ciclista Valenciana présentent plus de garanties sur ce point-là.

## Récit de la course
Il n'y a pas vraiment d'échappée, la sélection se fait par l'arrière. La formation Jumbo-Visma hausse le rythme dans l'ascension du Molenberg. Après Haaghoek, le peloton est réduit à dix-sept coureuses. Aude Biannic et Karlijn Swinkels sortent dans le Leberg. Elles restent en tête jusque peu après le Berendries, où un regroupement général a lieu. À vingt-huit kilomètres de l'arrivée, Arlenis Sierra attaque seule. Son avance culmine à une minute. À Grammont, Lotte Kopecky mène le rythme. Seule Pfeiffer Georgi tient sa roue dans un premier temps, mais la Belge poursuit son effort et revient seule sur la Cubaine. Elles roulent à deux jusqu'au pied du Bosberg, où Kopecky place une accélération sèche qui laisse sur place Sierra. La Belge continue en solitaire jusqu'à l'arrivée. Derrière, sa coéquipière Lorena Wiebes règle le peloton devant Marta Bastianelli.

## Classements

### Classement final
| \| Classement général \| Classement général \| Classement général \| Classement général \| Classement général \| \| Coureuse \| Coureuse \| Pays \| Équipe \| Temps \| \| ------------------ \| ----------------------- \| ------------------ \| ---------------------- \| ------------------ \| \| 1re \| Lotte Kopecky \| Belgique \| SD Worx \| 3 h 33 min 55 s \| \| 2e \| Lorena Wiebes \| Pays-Bas \| SD Worx \| + 11 s \| \| 3e \| Marta Bastianelli \| Italie \| UAE Team ADQ \| + 11 s \| \| 4e \| Emma Norsgaard \| Danemark \| Movistar Team \| + 11 s \| \| 5e \| Pfeiffer Georgi \| Royaume-Uni \| Team DSM \| + 11 s \| \| 6e \| Anouska Koster \| Pays-Bas \| Uno-X Pro Cycling Team \| + 11 s \| \| 7e \| Quinty Ton \| Pays-Bas \| Liv Racing TeqFind \| + 11 s \| \| 8e \| Christina Schweinberger \| Autriche \| Fenix-Deceuninck \| + 11 s \| \| 9e \| Soraya Paladin \| Italie \| Canyon-SRAM Racing \| + 11 s \| \| 10e \| Elisa Longo Borghini \| Italie \| Trek-Segafredo \| + 11 s \| |                         |             |                        |                 |
| |                         |             |                        |                 |
| Source : ProCyclingStats |                         |             |                        |                 |
| Classement général |                         |             |                        |                 |
| Coureuse | Coureuse                | Pays        | Équipe                 | Temps           |
| 1re | Lotte Kopecky           | Belgique    | SD Worx                | 3 h 33 min 55 s |
| 2e | Lorena Wiebes           | Pays-Bas    | SD Worx                | + 11 s          |
| 3e | Marta Bastianelli       | Italie      | UAE Team ADQ           | + 11 s          |
| 4e | Emma Norsgaard          | Danemark    | Movistar Team          | + 11 s          |
| 5e | Pfeiffer Georgi         | Royaume-Uni | Team DSM               | + 11 s          |
| 6e | Anouska Koster          | Pays-Bas    | Uno-X Pro Cycling Team | + 11 s          |
| 7e | Quinty Ton              | Pays-Bas    | Liv Racing TeqFind     | + 11 s          |
| 8e | Christina Schweinberger | Autriche    | Fenix-Deceuninck       | + 11 s          |
| 9e | Soraya Paladin          | Italie      | Canyon-SRAM Racing     | + 11 s          |
| 10e | Elisa Longo Borghini    | Italie      | Trek-Segafredo         | + 11 s          |

### UCI World Tour

#### Points attribués
| Position           | 1er | 2e  | 3e  | 4e  | 5e  | 6e  | 7e  | 8e  | 9e | 10e | 11e | 12e | 13e | 14e | 15e | 16e à 20e | 21e à 30e | 31e à 40e |
| Classement général | 400 | 320 | 260 | 220 | 180 | 140 | 120 | 100 | 80 | 68  | 56  | 48  | 40  | 32  | 28  | 24        | 16        | 8         |

| Classement par points | Classement par points | Classement par points | Classement par points  | Classement par points |
| Coureuse              | Coureuse              | Pays                  | Équipe                 | Points                |
| --------------------- | --------------------- | --------------------- | ---------------------- | --------------------- |
| 1re                   | Amanda Spratt         | Australie             | Trek-Segafredo         | 706 pts               |
| 2e                    | Elisa Longo Borghini  | Italie                | Trek-Segafredo         | 536 pts               |
| 3e                    | Grace Brown           | Australie             | FDJ-Suez               | 510 pts               |
| 4e                    | Loes Adegeest         | Pays-Bas              | FDJ-Suez               | 464 pts               |
| 5e                    | Lorena Wiebes         | Pays-Bas              | SD Worx                | 448 pts               |
| 6e                    | Georgia Williams      | Nouvelle-Zélande      | EF Education-TIBCO-SVB | 430 pts               |
| 7e                    | Lotte Kopecky         | Belgique              | SD Worx                | 400 pts               |
| 8e                    | Danielle De Francesco | Australie             | Zaaf Cycling Team      | 370 pts               |
| 9e                    | Ruby Roseman-Gannon   | Australie             | Team Jayco AlUla       | 360 pts               |
| 10e                   | Gaia Realini          | Italie                | Trek-Segafredo         | 360 pts               |

| Classement par points | Classement par points | Classement par points | Classement par points  | Classement par points |
| Coureuse              | Coureuse              | Pays                  | Équipe                 | Points                |
| --------------------- | --------------------- | --------------------- | ---------------------- | --------------------- |
| 1re                   | Amanda Spratt         | Australie             | Trek-Segafredo         | 706 pts               |
| 2e                    | Elisa Longo Borghini  | Italie                | Trek-Segafredo         | 536 pts               |
| 3e                    | Grace Brown           | Australie             | FDJ-Suez               | 510 pts               |
| 4e                    | Loes Adegeest         | Pays-Bas              | FDJ-Suez               | 464 pts               |
| 5e                    | Lorena Wiebes         | Pays-Bas              | SD Worx                | 448 pts               |
| 6e                    | Georgia Williams      | Nouvelle-Zélande      | EF Education-TIBCO-SVB | 430 pts               |
| 7e                    | Lotte Kopecky         | Belgique              | SD Worx                | 400 pts               |
| 8e                    | Danielle De Francesco | Australie             | Zaaf Cycling Team      | 370 pts               |
| 9e                    | Ruby Roseman-Gannon   | Australie             | Team Jayco AlUla       | 360 pts               |
| 10e                   | Gaia Realini          | Italie                | Trek-Segafredo         | 360 pts               |

| Classement du meilleur jeune | Classement du meilleur jeune | Classement du meilleur jeune | Classement du meilleur jeune | Classement du meilleur jeune |
| Coureuse                     | Coureuse                     | Pays                         | Équipe                       | Points                       |
| ---------------------------- | ---------------------------- | ---------------------------- | ---------------------------- | ---------------------------- |
| 1re                          | Henrietta Christie           | Nouvelle-Zélande             | Human Powered Health         | 10 pts                       |
| 2e                           | Eleonora Gasparrini          | Italie                       | UAE Team ADQ                 | 6 pts                        |
| 3e                           | Gaia Realini                 | Italie                       | Trek-Segafredo               | 6 pts                        |

| Classement du meilleur jeune | Classement du meilleur jeune | Classement du meilleur jeune | Classement du meilleur jeune | Classement du meilleur jeune |
| Coureuse                     | Coureuse                     | Pays                         | Équipe                       | Points                       |
| ---------------------------- | ---------------------------- | ---------------------------- | ---------------------------- | ---------------------------- |
| 1re                          | Henrietta Christie           | Nouvelle-Zélande             | Human Powered Health         | 10 pts                       |
| 2e                           | Eleonora Gasparrini          | Italie                       | UAE Team ADQ                 | 6 pts                        |
| 3e                           | Gaia Realini                 | Italie                       | Trek-Segafredo               | 6 pts                        |

| Classement par équipes aux points | Classement par équipes aux points | Classement par équipes aux points | Classement par équipes aux points |
| Équipe                            | Équipe                            | Pays                              | Points                            |
| --------------------------------- | --------------------------------- | --------------------------------- | --------------------------------- |
| 1re                               | Trek-Segafredo                    | États-Unis                        | 1720 pts                          |
| 2e                                | FDJ-Suez                          | France                            | 1173 pts                          |
| 3e                                | SD Worx                           | Pays-Bas                          | 1139 pts                          |
| 4e                                | UAE Team ADQ                      | Émirats arabes unis               | 928 pts                           |
| 5e                                | EF Education-TIBCO-SVB            | États-Unis                        | 800 pts                           |
| 6e                                | Human Powered Health              | États-Unis                        | 784 pts                           |
| 7e                                | Team Jayco AlUla                  | Australie                         | 670 pts                           |
| 8e                                | Zaaf Cycling Team                 | Espagne                           | 650 pts                           |
| 9e                                | Canyon-SRAM Racing                | Allemagne                         | 526 pts                           |
| 10e                               | Team DSM                          | Pays-Bas                          | 515 pts                           |

| Classement par équipes aux points | Classement par équipes aux points | Classement par équipes aux points | Classement par équipes aux points |
| Équipe                            | Équipe                            | Pays                              | Points                            |
| --------------------------------- | --------------------------------- | --------------------------------- | --------------------------------- |
| 1re                               | Trek-Segafredo                    | États-Unis                        | 1720 pts                          |
| 2e                                | FDJ-Suez                          | France                            | 1173 pts                          |
| 3e                                | SD Worx                           | Pays-Bas                          | 1139 pts                          |
| 4e                                | UAE Team ADQ                      | Émirats arabes unis               | 928 pts                           |
| 5e                                | EF Education-TIBCO-SVB            | États-Unis                        | 800 pts                           |
| 6e                                | Human Powered Health              | États-Unis                        | 784 pts                           |
| 7e                                | Team Jayco AlUla                  | Australie                         | 670 pts                           |
| 8e                                | Zaaf Cycling Team                 | Espagne                           | 650 pts                           |
| 9e                                | Canyon-SRAM Racing                | Allemagne                         | 526 pts                           |
| 10e                               | Team DSM                          | Pays-Bas                          | 515 pts                           |

## Liste des participants
| Légende | Légende                                                                    | Légende | Légende                                                    |
| ------- | -------------------------------------------------------------------------- | ------- | ---------------------------------------------------------- |
| Num     | Dossard de départ porté par le coureur sur ce Circuit Het Nieuwsblad       | Pos     | Position à l'arrivée de la course                          |
|         | Indique un maillot de champion national ou mondial, suivi de sa spécialité | NP      | Indique un coureur qui n'a pas pris le départ de la course |
| AB      | Indique un coureur qui n'a pas terminé la course                           | HD      | Indique un coureur qui a terminé la course hors des délais |

| Movistar Team MOV | Movistar Team MOV                  | Movistar Team MOV |
| ----------------- | ---------------------------------- | ----------------- |
| Num               | Coureuse                           | Pos               |
| 1                 | Annemiek van Vleuten (NED) (route) | 66e               |
| 2                 | Aude Biannic (FRA)                 | 68e               |
| 3                 | Emma Norsgaard (DEN)               | 4e                |
| 4                 | Liane Lippert (GER) (route)        | 23e               |
| 5                 | Floortje Mackaij (NED)             | 21e               |
| 6                 | Arlenis Sierra (CUB) (route)       | 27e               |

| Fenix-Deceuninck FED | Fenix-Deceuninck FED                  | Fenix-Deceuninck FED |
| -------------------- | ------------------------------------- | -------------------- |
| Num                  | Coureuse                              | Pos                  |
| 11                   | Kim de Baat (BEL) (route)             | AB                   |
| 12                   | Julie De Wilde (BEL)                  | 36e                  |
| 13                   | Evy Kuijpers (NED)                    | 56e                  |
| 14                   | Sanne Cant (BEL)                      | AB                   |
| 15                   | Carina Schrempf (AUT)                 | 81e                  |
| 16                   | Christina Schweinberger (AUT) (route) | 8e                   |

| Canyon-SRAM Racing CSR | Canyon-SRAM Racing CSR     | Canyon-SRAM Racing CSR |
| ---------------------- | -------------------------- | ---------------------- |
| Num                    | Coureuse                   | Pos                    |
| 21                     | Shari Bossuyt (BEL)        | 15e                    |
| 22                     | Alice Towers (GBR) (route) | 101e                   |
| 23                     | Katarzyna Niewiadoma (POL) | 24e                    |
| 24                     | Soraya Paladin (ITA)       | 9e                     |
| 26                     | Maike van der Duin (NED)   | 34e                    |

| EF Education-TIBCO-SVB TIB | EF Education-TIBCO-SVB TIB | EF Education-TIBCO-SVB TIB |
| -------------------------- | -------------------------- | -------------------------- |
| Num                        | Coureuse                   | Pos                        |
| 31                         | Zoe Bäckstedt (GBR)        | 70e                        |
| 32                         | Letizia Borghesi (ITA)     | 89e                        |
| 33                         | Clara Honsinger (USA)      | 93e                        |
| 34                         | Alison Jackson (CAN)       | 31e                        |
| 35                         | Sara Poidevin (CAN)        | 107e                       |
| 36                         | Lauren Stephens (USA)      | 77e                        |

| FDJ-Suez FST | FDJ-Suez FST                        | FDJ-Suez FST |
| ------------ | ----------------------------------- | ------------ |
| Num          | Coureuse                            | Pos          |
| 41           | Loes Adegeest (NED)                 | 29e          |
| 42           | Grace Brown (AUS)                   | 16e          |
| 43           | Marta Cavalli (ITA)                 | AB           |
| 44           | Vittoria Guazzini (ITA)             | 41e          |
| 45           | Marie Le Net (FRA)                  | 46e          |
| 46           | Cecilie Uttrup Ludwig (DEN) (route) | 20e          |

| Human Powered Health HPW | Human Powered Health HPW | Human Powered Health HPW |
| ------------------------ | ------------------------ | ------------------------ |
| Num                      | Coureuse                 | Pos                      |
| 51                       | Alice Barnes (GBR)       | 38e                      |
| 52                       | Henrietta Christie (NZL) | 60e                      |
| 53                       | Eri Yonamine (JPN)       | 69e                      |
| 54                       | Kaia Schmid (USA)        | AB                       |
| 55                       | Barbara Malcotti (ITA)   | 45e                      |
| 56                       | Jesse Vandenbulcke (BEL) | 42e                      |

| Israel-Premier Tech Roland CGS | Israel-Premier Tech Roland CGS | Israel-Premier Tech Roland CGS |
| ------------------------------ | ------------------------------ | ------------------------------ |
| Num                            | Coureuse                       | Pos                            |
| 61                             | Caroline Baur (SUI) (route)    | NP                             |
| 62                             | Sofia Collinelli (ITA)         | AB                             |
| 63                             | Fien Delbaere (BEL)            | AB                             |
| 65                             | Elena Pirrone (ITA)            | AB                             |
| 66                             | Lara Vieceli (ITA)             | AB                             |

| Liv Racing TeqFind LIV | Liv Racing TeqFind LIV | Liv Racing TeqFind LIV |
| ---------------------- | ---------------------- | ---------------------- |
| Num                    | Coureuse               | Pos                    |
| 71                     | Rachele Barbieri (ITA) | 64e                    |
| 72                     | Eva Buurman (NED)      | 84e                    |
| 73                     | Valerie Demey (BEL)    | 102e                   |
| 74                     | Marta Jaskulska (POL)  | 37e                    |
| 75                     | Quinty Ton (NED)       | 7e                     |
| 76                     | Silke Smulders (NED)   | 59e                    |

| Team DSM DSM | Team DSM DSM           | Team DSM DSM |
| ------------ | ---------------------- | ------------ |
| Num          | Coureuse               | Pos          |
| 81           | Pfeiffer Georgi (GBR)  | 5e           |
| 82           | Daniek Hengeveld (NED) | AB           |
| 83           | Megan Jastrab (USA)    | 79e          |
| 84           | Franziska Koch (GER)   | 35e          |
| 85           | Charlotte Kool (NED)   | 97e          |
| 86           | Elise Uijen (NED)      | AB           |

| Team Jayco AlUla BEX | Team Jayco AlUla BEX      | Team Jayco AlUla BEX |
| -------------------- | ------------------------- | -------------------- |
| Num                  | Coureuse                  | Pos                  |
| 91                   | Jessica Allen (AUS)       | 103e                 |
| 92                   | Ingvild Gåskjenn (NOR)    | 62e                  |
| 93                   | Georgie Howe (AUS)        | 40e                  |
| 94                   | Nina Kessler (NED)        | 30e                  |
| 95                   | Letizia Paternoster (ITA) | 88e                  |
| 96                   | Alyssa Polites (AUS)      | AB                   |

| Team Jumbo-Visma TJV | Team Jumbo-Visma TJV          | Team Jumbo-Visma TJV |
| -------------------- | ----------------------------- | -------------------- |
| Num                  | Coureuse                      | Pos                  |
| 101                  | Anna Henderson (GBR)          | 22e                  |
| 102                  | Amber Kraak (NED)             | 54e                  |
| 103                  | Riejanne Markus (NED) (route) | 19e                  |
| 104                  | Linda Riedmann (GER)          | 75e                  |
| 105                  | Coryn Labecki (USA)           | 39e                  |
| 106                  | Karlijn Swinkels (NED)        | 11e                  |

| SD Worx SDW | SD Worx SDW                     | SD Worx SDW |
| ----------- | ------------------------------- | ----------- |
| Num         | Coureuse                        | Pos         |
| 111         | Lotte Kopecky (BEL)             | 1re         |
| 112         | Christine Majerus (LUX) (route) | 55e         |
| 113         | Elena Cecchini (ITA)            | 67e         |
| 114         | Marlen Reusser (SUI)            | 14e         |
| 115         | Demi Vollering (NED)            | 17e         |
| 116         | Lorena Wiebes (NED) (route)     | 2e          |

| Trek-Segafredo TFS | Trek-Segafredo TFS           | Trek-Segafredo TFS |
| ------------------ | ---------------------------- | ------------------ |
| Num                | Coureuse                     | Pos                |
| 121                | Elisa Balsamo (ITA) (route)  | 61e                |
| 122                | Brodie Chapman (AUS) (route) | 65e                |
| 123                | Lisa Klein (GER)             | 99e                |
| 124                | Elisa Longo Borghini (ITA)   | 10e                |
| 125                | Ilaria Sanguineti (ITA)      | 98e                |
| 126                | Lauretta Hanson (AUS)        | 58e                |

| UAE Team ADQ UAD | UAE Team ADQ UAD            | UAE Team ADQ UAD |
| ---------------- | --------------------------- | ---------------- |
| Num              | Coureuse                    | Pos              |
| 131              | Marta Bastianelli (ITA)     | 3e               |
| 132              | Alena Amialiusik (BLR)      | 25e              |
| 133              | Sofia Bertizzolo (ITA)      | 13e              |
| 134              | Eugenia Bujak (SLO) (route) | 52e              |
| 135              | Elizabeth Holden (GBR)      | 28e              |
| 136              | Eleonora Gasparrini (ITA)   | 26e              |

| Uno-X Pro Cycling Team UXT | Uno-X Pro Cycling Team UXT      | Uno-X Pro Cycling Team UXT |
| -------------------------- | ------------------------------- | -------------------------- |
| Num                        | Coureuse                        | Pos                        |
| 141                        | Susanne Andersen (NOR)          | 78e                        |
| 142                        | Hannah Barnes (GBR)             | AB                         |
| 143                        | Maria Giulia Confalonieri (ITA) | 32e                        |
| 144                        | Anouska Koster (NED)            | 6e                         |
| 145                        | Amalie Lutro (NOR)              | AB                         |
| 146                        | Anne Dorthe Ysland (NOR)        | 72e                        |

| Ceratizit-WNT Pro Cycling WNT | Ceratizit-WNT Pro Cycling WNT | Ceratizit-WNT Pro Cycling WNT |
| ----------------------------- | ----------------------------- | ----------------------------- |
| Num                           | Coureuse                      | Pos                           |
| 151                           | Alice Maria Arzuffi (ITA)     | 18e                           |
| 152                           | Nina Berton (LUX)             | 48e                           |
| 153                           | Mylène de Zoete (NED)         | 109e                          |
| 154                           | Laura Asencio (FRA)           | AB                            |
| 155                           | Kathrin Schweinberger (AUT)   | 96e                           |
| 156                           | Lea Lin Teutenberg (GER)      | 95e                           |

| Lifeplus Wahoo DRP | Lifeplus Wahoo DRP         | Lifeplus Wahoo DRP |
| ------------------ | -------------------------- | ------------------ |
| Num                | Coureuse                   | Pos                |
| 161                | Ella Harris (NZL)          | 43e                |
| 162                | Maria Novolodskaya (RUS)   | 44e                |
| 163                | Typhaine Laurance (FRA)    | 87e                |
| 164                | April Tacey (GBR)          | AB                 |
| 165                | Babette van der Wolf (NED) | AB                 |
| 166                | Margaux Vigié (FRA)        | 12e                |

| AG Insurance-Soudal Quick-Step AGS | AG Insurance-Soudal Quick-Step AGS | AG Insurance-Soudal Quick-Step AGS |
| ---------------------------------- | ---------------------------------- | ---------------------------------- |
| Num                                | Coureuse                           | Pos                                |
| 171                                | Maaike Boogaard (NED)              | 47e                                |
| 172                                | Julia Borgström (SWE)              | 100e                               |
| 173                                | Marthe Goossens (BEL)              | 50e                                |
| 174                                | Romy Kasper (GER)                  | 63e                                |
| 175                                | Ilse Pluimers (NED)                | 53e                                |
| 176                                | Nicole Steigenga (NED)             | 33e                                |

| Arkéa Pro Cycling Team ARK | Arkéa Pro Cycling Team ARK    | Arkéa Pro Cycling Team ARK |
| -------------------------- | ----------------------------- | -------------------------- |
| Num                        | Coureuse                      | Pos                        |
| 181                        | Maaike Coljé (NED)            | 74e                        |
| 182                        | Maryanne Hinault (FRA)        | AB                         |
| 183                        | Megan Armitage (IRL)          | 76e                        |
| 184                        | Marie-Morgane Le Deunff (FRA) | 71e                        |
| 185                        | Lucie Liboreau (FRA)          | AB                         |
| 186                        | Maurène Trégouët (FRA)        | AB                         |

| Cofidis COF | Cofidis COF                   | Cofidis COF |
| ----------- | ----------------------------- | ----------- |
| Num         | Coureuse                      | Pos         |
| 191         | Martina Alzini (ITA)          | 91e         |
| 192         | Flavie Boulais (FRA)          | AB          |
| 193         | Alana Castrique (BEL)         | 57e         |
| 194         | Špela Kern (SLO)              | 92e         |
| 195         | Gabrielle Pilote Fortin (CAN) | AB          |
| 196         | Josie Talbot (AUS) (route)    | 106e        |

| Duolar-Chevalmeire DCH | Duolar-Chevalmeire DCH      | Duolar-Chevalmeire DCH |
| ---------------------- | --------------------------- | ---------------------- |
| Num                    | Coureuse                    | Pos                    |
| 201                    | Antonia Gröndahl (FIN)      | 94e                    |
| 202                    | Nathalie Bex (BEL)          | AB                     |
| 203                    | Danique Braam (NED)         | 104e                   |
| 204                    | Malin Eriksen (NOR) (route) | 108e                   |
| 205                    | Andrea Martinez (MEX)       | AB                     |
| 206                    | Kelly Van den Steen (BEL)   | AB                     |

| Lotto Dstny Ladies LDL | Lotto Dstny Ladies LDL     | Lotto Dstny Ladies LDL |
| ---------------------- | -------------------------- | ---------------------- |
| Num                    | Coureuse                   | Pos                    |
| 211                    | Kristýna Burlová (CZE)     | 85e                    |
| 212                    | Katrijn De Clercq (BEL)    | 80e                    |
| 213                    | Mieke Docx (BEL)           | 82e                    |
| 214                    | Marla Sigmund (GER)        | 105e                   |
| 215                    | Julie Sap (BEL)            | AB                     |
| 216                    | Quinty van de Guchte (NED) | 86e                    |

| Parkhotel Valkenburg PHV | Parkhotel Valkenburg PHV   | Parkhotel Valkenburg PHV |
| ------------------------ | -------------------------- | ------------------------ |
| Num                      | Coureuse                   | Pos                      |
| 221                      | Nicole Frain (AUS) (route) | 73e                      |
| 222                      | Femke Gerritse (NED)       | 49e                      |
| 223                      | Laura Molenaar (NED)       | 83e                      |
| 224                      | Lieke Nooijen (NED)        | 90e                      |
| 225                      | Quinty Schoens (NED)       | 51e                      |
| 226                      | Marith Vanhove (BEL)       | AB                       |

| Proximus-Alphamotorhomes-Doltcini ___ | Proximus-Alphamotorhomes-Doltcini ___ | Proximus-Alphamotorhomes-Doltcini ___ |
| ------------------------------------- | ------------------------------------- | ------------------------------------- |
| Num                                   | Coureuse                              | Pos                                   |
| 231                                   | Trine Holmsgaard                      | AB                                    |
| 232                                   | Ilse Grit (NED)                       | AB                                    |
| 233                                   | Febe Schokkaert (BEL)                 | AB                                    |
| 234                                   | Melissa Hofman (NED)                  | AB                                    |
| 235                                   | Céline van Houtum (NED)               | AB                                    |
| 236                                   | Nienke Wasmus (NED)                   | AB                                    |

| Movistar Team MOV | Movistar Team MOV                  | Movistar Team MOV |
| ----------------- | ---------------------------------- | ----------------- |
| Num               | Coureuse                           | Pos               |
| 1                 | Annemiek van Vleuten (NED) (route) | 66e               |
| 2                 | Aude Biannic (FRA)                 | 68e               |
| 3                 | Emma Norsgaard (DEN)               | 4e                |
| 4                 | Liane Lippert (GER) (route)        | 23e               |
| 5                 | Floortje Mackaij (NED)             | 21e               |
| 6                 | Arlenis Sierra (CUB) (route)       | 27e               |

| Fenix-Deceuninck FED | Fenix-Deceuninck FED                  | Fenix-Deceuninck FED |
| -------------------- | ------------------------------------- | -------------------- |
| Num                  | Coureuse                              | Pos                  |
| 11                   | Kim de Baat (BEL) (route)             | AB                   |
| 12                   | Julie De Wilde (BEL)                  | 36e                  |
| 13                   | Evy Kuijpers (NED)                    | 56e                  |
| 14                   | Sanne Cant (BEL)                      | AB                   |
| 15                   | Carina Schrempf (AUT)                 | 81e                  |
| 16                   | Christina Schweinberger (AUT) (route) | 8e                   |

| Canyon-SRAM Racing CSR | Canyon-SRAM Racing CSR     | Canyon-SRAM Racing CSR |
| ---------------------- | -------------------------- | ---------------------- |
| Num                    | Coureuse                   | Pos                    |
| 21                     | Shari Bossuyt (BEL)        | 15e                    |
| 22                     | Alice Towers (GBR) (route) | 101e                   |
| 23                     | Katarzyna Niewiadoma (POL) | 24e                    |
| 24                     | Soraya Paladin (ITA)       | 9e                     |
| 26                     | Maike van der Duin (NED)   | 34e                    |

| EF Education-TIBCO-SVB TIB | EF Education-TIBCO-SVB TIB | EF Education-TIBCO-SVB TIB |
| -------------------------- | -------------------------- | -------------------------- |
| Num                        | Coureuse                   | Pos                        |
| 31                         | Zoe Bäckstedt (GBR)        | 70e                        |
| 32                         | Letizia Borghesi (ITA)     | 89e                        |
| 33                         | Clara Honsinger (USA)      | 93e                        |
| 34                         | Alison Jackson (CAN)       | 31e                        |
| 35                         | Sara Poidevin (CAN)        | 107e                       |
| 36                         | Lauren Stephens (USA)      | 77e                        |

| FDJ-Suez FST | FDJ-Suez FST                        | FDJ-Suez FST |
| ------------ | ----------------------------------- | ------------ |
| Num          | Coureuse                            | Pos          |
| 41           | Loes Adegeest (NED)                 | 29e          |
| 42           | Grace Brown (AUS)                   | 16e          |
| 43           | Marta Cavalli (ITA)                 | AB           |
| 44           | Vittoria Guazzini (ITA)             | 41e          |
| 45           | Marie Le Net (FRA)                  | 46e          |
| 46           | Cecilie Uttrup Ludwig (DEN) (route) | 20e          |

| Human Powered Health HPW | Human Powered Health HPW | Human Powered Health HPW |
| ------------------------ | ------------------------ | ------------------------ |
| Num                      | Coureuse                 | Pos                      |
| 51                       | Alice Barnes (GBR)       | 38e                      |
| 52                       | Henrietta Christie (NZL) | 60e                      |
| 53                       | Eri Yonamine (JPN)       | 69e                      |
| 54                       | Kaia Schmid (USA)        | AB                       |
| 55                       | Barbara Malcotti (ITA)   | 45e                      |
| 56                       | Jesse Vandenbulcke (BEL) | 42e                      |

| Israel-Premier Tech Roland CGS | Israel-Premier Tech Roland CGS | Israel-Premier Tech Roland CGS |
| ------------------------------ | ------------------------------ | ------------------------------ |
| Num                            | Coureuse                       | Pos                            |
| 61                             | Caroline Baur (SUI) (route)    | NP                             |
| 62                             | Sofia Collinelli (ITA)         | AB                             |
| 63                             | Fien Delbaere (BEL)            | AB                             |
| 65                             | Elena Pirrone (ITA)            | AB                             |
| 66                             | Lara Vieceli (ITA)             | AB                             |

| Liv Racing TeqFind LIV | Liv Racing TeqFind LIV | Liv Racing TeqFind LIV |
| ---------------------- | ---------------------- | ---------------------- |
| Num                    | Coureuse               | Pos                    |
| 71                     | Rachele Barbieri (ITA) | 64e                    |
| 72                     | Eva Buurman (NED)      | 84e                    |
| 73                     | Valerie Demey (BEL)    | 102e                   |
| 74                     | Marta Jaskulska (POL)  | 37e                    |
| 75                     | Quinty Ton (NED)       | 7e                     |
| 76                     | Silke Smulders (NED)   | 59e                    |

| Team DSM DSM | Team DSM DSM           | Team DSM DSM |
| ------------ | ---------------------- | ------------ |
| Num          | Coureuse               | Pos          |
| 81           | Pfeiffer Georgi (GBR)  | 5e           |
| 82           | Daniek Hengeveld (NED) | AB           |
| 83           | Megan Jastrab (USA)    | 79e          |
| 84           | Franziska Koch (GER)   | 35e          |
| 85           | Charlotte Kool (NED)   | 97e          |
| 86           | Elise Uijen (NED)      | AB           |

| Team Jayco AlUla BEX | Team Jayco AlUla BEX      | Team Jayco AlUla BEX |
| -------------------- | ------------------------- | -------------------- |
| Num                  | Coureuse                  | Pos                  |
| 91                   | Jessica Allen (AUS)       | 103e                 |
| 92                   | Ingvild Gåskjenn (NOR)    | 62e                  |
| 93                   | Georgie Howe (AUS)        | 40e                  |
| 94                   | Nina Kessler (NED)        | 30e                  |
| 95                   | Letizia Paternoster (ITA) | 88e                  |
| 96                   | Alyssa Polites (AUS)      | AB                   |

| Team Jumbo-Visma TJV | Team Jumbo-Visma TJV          | Team Jumbo-Visma TJV |
| -------------------- | ----------------------------- | -------------------- |
| Num                  | Coureuse                      | Pos                  |
| 101                  | Anna Henderson (GBR)          | 22e                  |
| 102                  | Amber Kraak (NED)             | 54e                  |
| 103                  | Riejanne Markus (NED) (route) | 19e                  |
| 104                  | Linda Riedmann (GER)          | 75e                  |
| 105                  | Coryn Labecki (USA)           | 39e                  |
| 106                  | Karlijn Swinkels (NED)        | 11e                  |

| SD Worx SDW | SD Worx SDW                     | SD Worx SDW |
| ----------- | ------------------------------- | ----------- |
| Num         | Coureuse                        | Pos         |
| 111         | Lotte Kopecky (BEL)             | 1re         |
| 112         | Christine Majerus (LUX) (route) | 55e         |
| 113         | Elena Cecchini (ITA)            | 67e         |
| 114         | Marlen Reusser (SUI)            | 14e         |
| 115         | Demi Vollering (NED)            | 17e         |
| 116         | Lorena Wiebes (NED) (route)     | 2e          |

| Trek-Segafredo TFS | Trek-Segafredo TFS           | Trek-Segafredo TFS |
| ------------------ | ---------------------------- | ------------------ |
| Num                | Coureuse                     | Pos                |
| 121                | Elisa Balsamo (ITA) (route)  | 61e                |
| 122                | Brodie Chapman (AUS) (route) | 65e                |
| 123                | Lisa Klein (GER)             | 99e                |
| 124                | Elisa Longo Borghini (ITA)   | 10e                |
| 125                | Ilaria Sanguineti (ITA)      | 98e                |
| 126                | Lauretta Hanson (AUS)        | 58e                |

| UAE Team ADQ UAD | UAE Team ADQ UAD            | UAE Team ADQ UAD |
| ---------------- | --------------------------- | ---------------- |
| Num              | Coureuse                    | Pos              |
| 131              | Marta Bastianelli (ITA)     | 3e               |
| 132              | Alena Amialiusik (BLR)      | 25e              |
| 133              | Sofia Bertizzolo (ITA)      | 13e              |
| 134              | Eugenia Bujak (SLO) (route) | 52e              |
| 135              | Elizabeth Holden (GBR)      | 28e              |
| 136              | Eleonora Gasparrini (ITA)   | 26e              |

| Uno-X Pro Cycling Team UXT | Uno-X Pro Cycling Team UXT      | Uno-X Pro Cycling Team UXT |
| -------------------------- | ------------------------------- | -------------------------- |
| Num                        | Coureuse                        | Pos                        |
| 141                        | Susanne Andersen (NOR)          | 78e                        |
| 142                        | Hannah Barnes (GBR)             | AB                         |
| 143                        | Maria Giulia Confalonieri (ITA) | 32e                        |
| 144                        | Anouska Koster (NED)            | 6e                         |
| 145                        | Amalie Lutro (NOR)              | AB                         |
| 146                        | Anne Dorthe Ysland (NOR)        | 72e                        |

| Ceratizit-WNT Pro Cycling WNT | Ceratizit-WNT Pro Cycling WNT | Ceratizit-WNT Pro Cycling WNT |
| ----------------------------- | ----------------------------- | ----------------------------- |
| Num                           | Coureuse                      | Pos                           |
| 151                           | Alice Maria Arzuffi (ITA)     | 18e                           |
| 152                           | Nina Berton (LUX)             | 48e                           |
| 153                           | Mylène de Zoete (NED)         | 109e                          |
| 154                           | Laura Asencio (FRA)           | AB                            |
| 155                           | Kathrin Schweinberger (AUT)   | 96e                           |
| 156                           | Lea Lin Teutenberg (GER)      | 95e                           |

| Lifeplus Wahoo DRP | Lifeplus Wahoo DRP         | Lifeplus Wahoo DRP |
| ------------------ | -------------------------- | ------------------ |
| Num                | Coureuse                   | Pos                |
| 161                | Ella Harris (NZL)          | 43e                |
| 162                | Maria Novolodskaya (RUS)   | 44e                |
| 163                | Typhaine Laurance (FRA)    | 87e                |
| 164                | April Tacey (GBR)          | AB                 |
| 165                | Babette van der Wolf (NED) | AB                 |
| 166                | Margaux Vigié (FRA)        | 12e                |

| AG Insurance-Soudal Quick-Step AGS | AG Insurance-Soudal Quick-Step AGS | AG Insurance-Soudal Quick-Step AGS |
| ---------------------------------- | ---------------------------------- | ---------------------------------- |
| Num                                | Coureuse                           | Pos                                |
| 171                                | Maaike Boogaard (NED)              | 47e                                |
| 172                                | Julia Borgström (SWE)              | 100e                               |
| 173                                | Marthe Goossens (BEL)              | 50e                                |
| 174                                | Romy Kasper (GER)                  | 63e                                |
| 175                                | Ilse Pluimers (NED)                | 53e                                |
| 176                                | Nicole Steigenga (NED)             | 33e                                |

| Arkéa Pro Cycling Team ARK | Arkéa Pro Cycling Team ARK    | Arkéa Pro Cycling Team ARK |
| -------------------------- | ----------------------------- | -------------------------- |
| Num                        | Coureuse                      | Pos                        |
| 181                        | Maaike Coljé (NED)            | 74e                        |
| 182                        | Maryanne Hinault (FRA)        | AB                         |
| 183                        | Megan Armitage (IRL)          | 76e                        |
| 184                        | Marie-Morgane Le Deunff (FRA) | 71e                        |
| 185                        | Lucie Liboreau (FRA)          | AB                         |
| 186                        | Maurène Trégouët (FRA)        | AB                         |

| Cofidis COF | Cofidis COF                   | Cofidis COF |
| ----------- | ----------------------------- | ----------- |
| Num         | Coureuse                      | Pos         |
| 191         | Martina Alzini (ITA)          | 91e         |
| 192         | Flavie Boulais (FRA)          | AB          |
| 193         | Alana Castrique (BEL)         | 57e         |
| 194         | Špela Kern (SLO)              | 92e         |
| 195         | Gabrielle Pilote Fortin (CAN) | AB          |
| 196         | Josie Talbot (AUS) (route)    | 106e        |

| Duolar-Chevalmeire DCH | Duolar-Chevalmeire DCH      | Duolar-Chevalmeire DCH |
| ---------------------- | --------------------------- | ---------------------- |
| Num                    | Coureuse                    | Pos                    |
| 201                    | Antonia Gröndahl (FIN)      | 94e                    |
| 202                    | Nathalie Bex (BEL)          | AB                     |
| 203                    | Danique Braam (NED)         | 104e                   |
| 204                    | Malin Eriksen (NOR) (route) | 108e                   |
| 205                    | Andrea Martinez (MEX)       | AB                     |
| 206                    | Kelly Van den Steen (BEL)   | AB                     |

| Lotto Dstny Ladies LDL | Lotto Dstny Ladies LDL     | Lotto Dstny Ladies LDL |
| ---------------------- | -------------------------- | ---------------------- |
| Num                    | Coureuse                   | Pos                    |
| 211                    | Kristýna Burlová (CZE)     | 85e                    |
| 212                    | Katrijn De Clercq (BEL)    | 80e                    |
| 213                    | Mieke Docx (BEL)           | 82e                    |
| 214                    | Marla Sigmund (GER)        | 105e                   |
| 215                    | Julie Sap (BEL)            | AB                     |
| 216                    | Quinty van de Guchte (NED) | 86e                    |

| Parkhotel Valkenburg PHV | Parkhotel Valkenburg PHV   | Parkhotel Valkenburg PHV |
| ------------------------ | -------------------------- | ------------------------ |
| Num                      | Coureuse                   | Pos                      |
| 221                      | Nicole Frain (AUS) (route) | 73e                      |
| 222                      | Femke Gerritse (NED)       | 49e                      |
| 223                      | Laura Molenaar (NED)       | 83e                      |
| 224                      | Lieke Nooijen (NED)        | 90e                      |
| 225                      | Quinty Schoens (NED)       | 51e                      |
| 226                      | Marith Vanhove (BEL)       | AB                       |

| Proximus-Alphamotorhomes-Doltcini ___ | Proximus-Alphamotorhomes-Doltcini ___ | Proximus-Alphamotorhomes-Doltcini ___ |
| ------------------------------------- | ------------------------------------- | ------------------------------------- |
| Num                                   | Coureuse                              | Pos                                   |
| 231                                   | Trine Holmsgaard                      | AB                                    |
| 232                                   | Ilse Grit (NED)                       | AB                                    |
| 233                                   | Febe Schokkaert (BEL)                 | AB                                    |
| 234                                   | Melissa Hofman (NED)                  | AB                                    |
| 235                                   | Céline van Houtum (NED)               | AB                                    |
| 236                                   | Nienke Wasmus (NED)                   | AB                                    |

## Organisation
Flanders Classics organise la course.